# Eszter Knopp
Eszter Knopp (Budapest, 13 marzo 1967) è un'ex cestista ungherese.

## Carriera
Con l'Ungheria ha disputato i Campionati europei del 1991, vincendo la medaglia di bronzo.